# Кукринский ручей
Кукринский ручей — ручей в районе Тёплый Стан города Москвы, в Теплостанском лесопарке. Правый приток Очаковки. Длина — 850 метров.

## История
Название ручья — антропонимическое, возможно, искажённое «Купринский» (такой вариант написания также упоминается). Также возможна связь с личным именем Кура, встречающемся в старобелорусском языке, а также диалектным «кукры» — заплечье, поясница.
До второй половины 1970-х годов на ручье существовал пруд длиной 150 метров и шириной до 45 метров. Берега пруда были естественными. Пруд был спущен при попытке его очистки.

## Современное описание
Ручей начинается от двух родников, Верхнего Коньковского и Сергиевского (Холодного, Коньковского). Исток располагается в Теплостанском лесопарке южнее пансионата № 31 (улица Островитянова, дом 16, корпус 5). Ручей протекает через заболоченную ложбину на месте бывшего пруда, ниже по течению его долина поросла лесом. Впадает в Тропарёвский пруд на Очаковке, образуя небольшой залив.
Ручей считается одной из немногих чистых рек Москвы. Сергиевский родник и Кукринский ручей в 1991 году объявлены памятником природы.

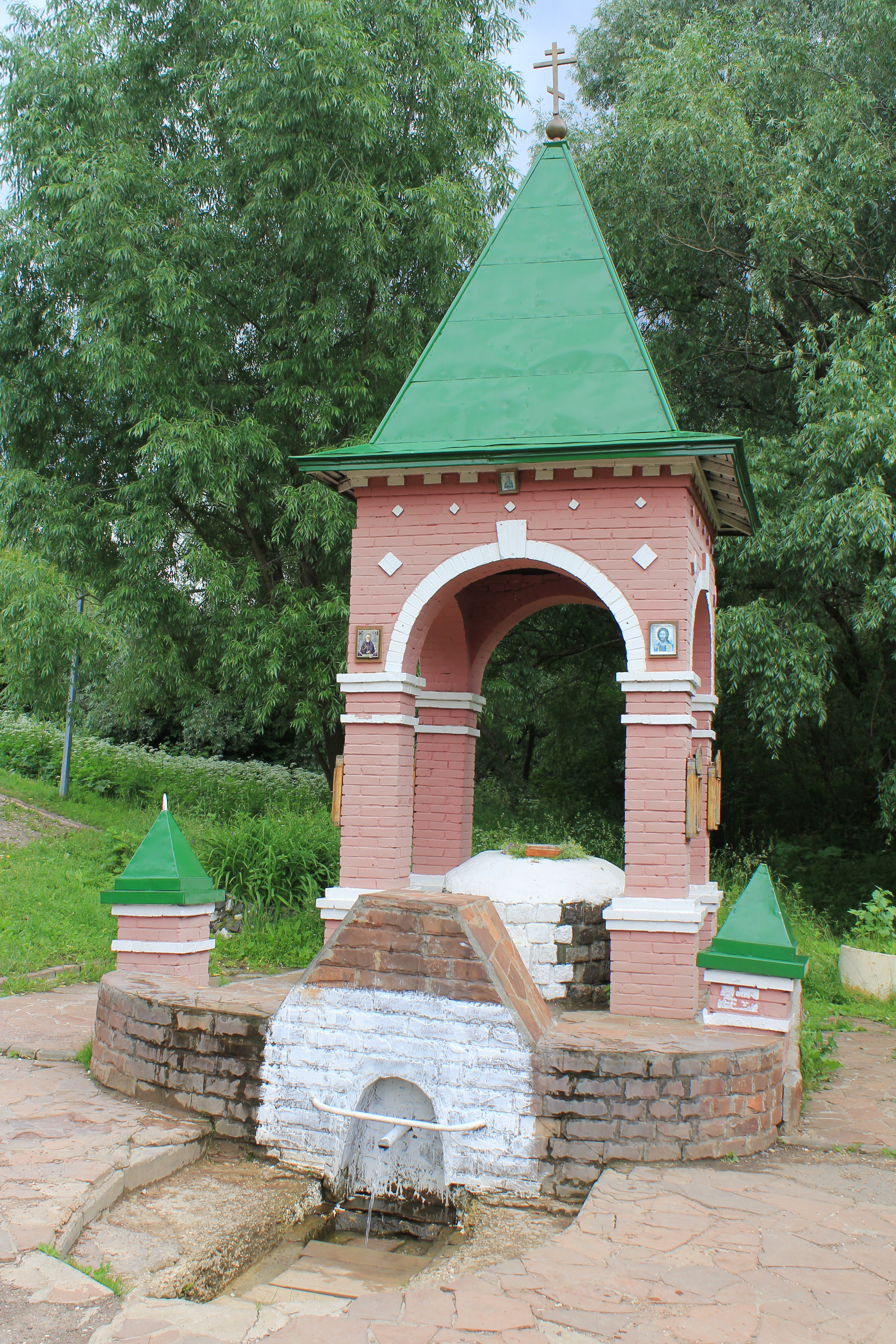
Часовня над Сергиевским родником

### Сергиевский родник
Сергиевский родник, один из истоков ручья, находится на абсолютной высоте 230 м, имеет расход воды 0,25 л/с, температуру около 10 градусов. Родник каптирован — сооружён резервуар, над родником возведена часовня, построенная в 1991 году по проекту А. И. Старостина и освящённая в честь Сергия Радонежского. Часовня считается первой сооружённой в Москве после Октябрьской революции. По недостоверной легенде, родник был открыт самим Сергием Радонежским. На самом деле название происходит от села Сергиевского. Родник используется в качестве источника питьевой воды, состояние родника контролируется Госсанэпиднадзором Москвы. Территория у родника благоустроена.